# Микелн
Микелн (њем. Mückeln) општина је у њемачкој савезној држави Рајна-Палатинат. Једно је од 109 општинских средишта округа Вулканајфел. Према процјени из 2010. у општини је живјело 225 становника. Посједује регионалну шифру (AGS) 7233046.

## Географски и демографски подаци
Микелн се налази у савезној држави Рајна-Палатинат у округу Вулканајфел. Општина се налази на надморској висини од 400 метара. Површина општине износи 4,7 km². У самом мјесту је, према процјени из 2010. године, живјело 225 становника. Просјечна густина становништва износи 48 становника/km².